# درگاه مینی‌دیسپلی
درگاه مینی‌دیسپلی (انگلیسی: Mini DisplayPort)نسخه کوچک‌شده درگاه دیسپلی‌پورت است که یک واسط دیجیتالی صوتی تصویری است. این درگاه ابتدا قرار بود جایگزین رابط وی‌جی‌ای بشود اما نهایتاً درگاه یواس‌بی سی در حال جایگزینی به جای این درگاه است.